# عسميليات
عِسْمِيلِيِّات أو ذات الأجنحة المشرطة (الاسم العلمي: Osmylidae)، فصيلة حشرات مُجنحة من رتبة عرقيات الأجنحة. يوجد مشرط الأجنحة العملاق (عسميل،osmylids) جميع أنحاء العالم. من أنواعه الشائعة في معظم أنحاء أوروبا Osmylus fulvicephalus.